# ولنتاین غمگین
ولنتاین غمگین (به انگلیسی: Blue Valentine) یک فیلم درام عاشقانه آمریکایی است که در سال ۲۰۱۰ منتشر شد. میشل ویلیامز و رایان گاسلینگ بازیگران اصلی آن هستند که روایتگر داستان رابطه رمانتیک و فرازونشیب های زندگی عاشقانه این دو نفر است. 

## خلاصه داستان
این فیلم داستان زوجی به نام سیندی و دین است که از زمان پیش از ازدواج که عشق‌بازی می‌کردند تا چندین سال پس از ازدواج را به تصویر می‌کشد. دین که در دبیرستان ترک تحصیل کرده بود، در یک شرکت حمل و نقل نیویورک کار می‌کرد. سیندی یک دانشجوی پزشکی است که همراه خانوادهٔ غم‌زده‌اش زندگی می‌کند و به مادربزرگش علاقه دارد. این دو به‌طور اتفاقی با هم در عرض چند هفته آشنا و عاشق می‌شوند. سیندی متوجه می‌شود که از دوست‌پسر سابقش باردار است بنابراین او و دین در ازدواج عجله می‌کنند...

## تهیه کنندگی
ابتدا قرار بود داستان در کالیفرنیا تصویربرداری شود ولی به بروکلین نیویورک و پنسیلوانیا منتقل می‌شود زیرا میشل ویلیامز می‌خواست به خانه‌اش در نیویورک نزدیک باشد تا بتواند از دخترش ماتیلدا مراقبت کند.
درک سیانفرانس طی مصاحبه‌ای پیرامون تغییر محل فیلمبرداری می‌گوید: «من یک قطب‌نما برداشتم و به طرف خانهٔ میشل گرفتم. سپس یک قطر یک ساعته در اطراف فلش کشیدم و دیدم که به پنسیلوانیا رسید. روز بعد به آن منطقه رانندگی کردم و گفتم که این جا فیلمبرداری می‌کنیم.»
بازیگرهای نقش‌های سیندی و دین از قبل هم را ندیده بودند ولی چندین سال پیش از فیلمبرداری روی نقش‌شان کار می‌کردند.

## انتشار
پیش‌نمایش این فیلم در ۸ اکتبر ۲۰۱۰ به نمایش گذاشته شد. ولنتاین غمگین در تاریخ ۲۹ دسامبر ۲۰۱۰ در آمریکا و ۲۶ دسامبر ۲۰۱۰ در استرالیا منتشر شد.

### ردهٔ سنی
در سینماهای آمریکا، ولنتاین غمگین در ردهٔ NC-۱۷ قرار گرفت، یعنی برای رده‌های سنی بالای ۱۷ سال به نمایش گذاشته می‌شود. البته شرکت‌های سنمایی اصرار داشتند که این فیلم در ردهٔ R قرار بگیرد یعنی افراد زیر ۱۷ سال فقط در کنار والدین و با توضیحات آن‌ها این فیلم را می‌توانند تماشا کنند. همین صحبت‌ها پیرامون ردهٔ سنی باعث شد که در جهان در حد ظرفیتش فروش نکند.

## نقد
این فیلم نظر مثبت منتقدین را به خود جلب کرد و در سایت نقد سینمایی راتن تومیتوز، ۸۷٪ رضایت منتقدین را با نمرهٔ ۷٫۸ از ۱۰ شامل خود کرد. یک منتقد عنوان کرد: «دیدن بالا پایین‌های ازدواج کار سختی است ولی میشل ویلیامز و رایان گاسلینگ با اجرای زیبایشان به این فیلم عمق و قدرت بخشیدند.»

## جایزه‌ها
میشل ویلیامز برای بازی در این فیلم نامزدِ جایزه اسکار بهترین بازیگر نقش اول زن ۲۰۱۰ شد.
در گولدن گلوب ۲۰۱۱، میشل ویلیامز بخاطر بازی در نقش سیندی نامزد بهترین بازیگر زن درام و رایان گاسلینگ بخاطر بازی در نقش دین نامزد بهترین بازیگر مرد درام شد.